# لهوکا
لهوکا (به تبتی: ལྷོ་ཁ་གྲོང་ཁྱེར།، نویسه‌گردانی «ویلی»: 	lho kha grong khyer، پین‌یین تبتی: Lhoka Chongkyir) و یا شاننان (به چینی: 山南市، به پین‌یین: Shānnán Shì) یک شهر در سطح ولایت در جمهوری خلق چین است که در منطقه خودمختار تبت واقع شده‌است. شاننان ۷۹٬۷۰۰ کیلومتر مربع مساحت و ۳۳۰٬۱۰۰ نفر جمعیت دارد.

## تقسیمات اداری
در فوریه سال ۲۰۱۶، «ولایت لهوکا» به «شهر در سطح ولایت» ارتقاء یافت. در همین تاریخ، «شهرستان» ندونگ که تابع این ولایت بود نیز منحل شده. اراضی آن، شامل منطقهٔ شهری اصلی لهوکا، منطقه ندونگ تاسیس شد.
«شهر در سطح ولایت» لهوکا به ۱ منطقه، ۱ شهر در سطح شهرستان، و ۱۷ شهرستان تقسیم شده است.
- منطقه ندونگ
- شهر تسونا
- شهرستان تسومای
- شهرستان چوسوم
- شهرستان چونگگیه
- شهرستان ژانانگ
- شهرستان سانگری
- شهرستان گونگگار
- شهرستان گیاتسا
- شهرستان لهوژاگ
- شهرستان لهونزه
- شهرستان ناگارزه

جا دارد اشاره شود که بخش‌های جنوبی اراضی شهر تسونا و شهرستان لهونزه سوژهٔ مناقشه مرزی بین چین و هند می‌باشد. بر اساس ادعای دولت چین، بخشی از خاک این کشور و جزئی از منطقه خودمختار تبت می باشد، اما در عمل تحت حاکمیت هند در ایالت آروناچال پرادش قرار دارند.